# Punk (revista)
Punk va ser un fanzín i una revista musical creada pel dibuixant John Holmstrom, l'editor Ged Dunn i el resident punk Legs McNeil el 1975. El seu ús del terme «punk rock», encunyat pels escriptors de la revista Creem uns anys abans per a descriure l'estil simplista i cru de les bandes de rock de garatge dels anys 1960, va ajudar a popularitzar-lo.

## Història
Els fundadors de Punk es van veure influenciats pels còmics i la música de The Stooges, New York Dolls i The Dictators. Holmstrom més endavant la va anomenar «la versió impresa de The Ramones». També va ser la primera publicació que va popularitzar l'escena del CBGB, la mítica sala de concerts de Nova York.
Punk va publicar 15 números entre 1976 i 1979, així com un número especial el 1981 (The D.O.A. Filmbook), un especial del 25è aniversari el 2001 i 3 números finals el 2007.
Punk va ser un instrument per a documentar l'escena musical underground de Nova York, en especial el punk rock present en clubs com CBGB, Zeppz i Max's Kansas City. Va barrejar dibuixos animats a l'estil Mad de Holmstrom, Bobby London i un jove Peter Bagge, amb el periodisme popular talment Creem. També va acollir les escriptores, artistes i fotògrafes que havien quedat fora d'una escena editorial dominada pels homes. Va aplegar escriptors com ara Mary Harron, Steve Taylor, Lester Bangs, Pam Brown (molts dels quals es publicaven per primera vegada), els artistes Buz Vaultz, Anya Phillips i Screaming Mad George, i els fotògrafs Bob Gruen, Barak Berkowitz, Roberta Bayley i David Godlis. Després que Ged Dunn marxés a principis de 1977 i Legs McNeil abandonés poc després, Bruce Carleton (director d'art, 1977–1979), Ken Weiner (col·laborador, 1977–79) i Elin Wilder es van fer càrrec del projecte.